# (3940) Larion
(3940) Larion (1973 FE1) – planetoida z pasa głównego asteroid okrążająca Słońce w ciągu 2,8 lat w średniej odległości 1,99 j.a. Odkryta 27 marca 1973 roku.